# XXI dinastia egípcia
A vigésima primeira dinastia do Egito ocorreu durante o período conhecido como 3º Período Intermediário e durou do ano de 1070 a.C. até 945 a.C..

## Lista de faraós
Nome de batismo (nome do cartucho, nome escolhido pelo faraó) - data aproximada do reinado (ainda há muita divergência)
- Esmendes (Hedjkheper-re-setepenre) – 1070-1044 a.C.
- Amenemnisu (Neferkare) – 1044-1040 a.C.
- Psusenés I (Akheper-re-setepenamun) – 1040-992 a.C.
- Amenemopé (Usermaat-re-setepenamun) – 993-984 a.C.
- Osocor (ancião) (Akheper-re-setepenre) – 984-978 a.C.[3]
- Siamom (Netjerkheper-re-setepepenamun) – 978-959 a.C.
- Psusenés II (Titkhepru-re-setepenre) – 959-945 a.C.